# Kula Atlagić
Kula Atlagić – wieś w Chorwacji, w żupanii zadarskiej, w mieście Benkovac. W 2011 roku liczyła 184 mieszkańców.